# 464 av. J.-C.
Cette page concerne l'année 464 av. J.-C. du calendrier julien proleptique.

## Événements
- Début de l’été[1] : un tremblement de terre détruit Sparte ; le gymnase s’effondre, tuant tous les éphèbes. Le cataclysme provoque la révolte des Hilotes, réfugiés sur l'Ithômé (troisième guerre de Messénie, fin en 458 av. J.-C.)[2]. Le nombre de citoyens spartiates diminue fortement. Les périèques (habitants de la Laconie) leur sont au moins trois fois supérieurs et les Hilotes pourraient atteindre ou dépasser 200 000 âmes.

- 3 octobre : à Rome, début du consulat de A. Postumius Albus Regillensis et Sp. Furius Medullinus Fus(i)us ; guerre contre les Èques (464-463)[3].

- Jeux olympiques : Diagoras de Rhodes est champion de pugilat[4].

- 13e Olympique de Pindare en l'honneur de Xénophon de Corinthe, vainqueur de la course du stade et du pentathlon. Xénophon dédie à Aphrodite, en signe de remerciement pour sa victoire, cinquante jeunes filles au temple de la déesse[5] (v. Prostitution sacrée).
- Eschyle produit sa tragédie Les Suppliantes (ou 463 av. J.-C.)[6].

## Naissances
- Zeuxis (464 à 398), peintre grec initiateur de la peinture en trompe-l'œil.